# 2Cellos
2Cellos (estilizado 2CELLOS) fue un dúo de violonchelo croata formado por los violonchelistas  Luka Šulić y Stjepan Hauser. Firmaron con Sony Masterworks en 2011, después de que fueran descubiertos en YouTube gracias a un vídeo musical con su versión en violonchelo de "Smooth Criminal" de Michael Jackson.

## Historia
`Šulić, nacido en Maribor, Eslovenia, y Hauser, de Pula, Croacia, se encontraron en una clase maestra en Croacia cuando aún eran adolescentes. Šulić (un año más joven) y Hauser ingresaron juntos la Academia de Música en Zagreb, y ambos viajaron a estudiar en Viena. Después Šulić entró en la Royal Academy of Music de Londres, mientras Hauser atendió en la Royal Northern College of Music en Mánchester. El dúo salto a la fama después de que su versión de "Smooth Criminal" se volviera un éxito en YouTube, recibiendo sobre tres millones de reproducciones en las dos primeras semanas y más de cuarenta millones en total actualmente. La creación del vídeo musical fue empujada por las dificultades financieras de los violonchelistas, a pesar de su éxito musical en el Reino Unido. El dúo se reunió en Pula, donde uno de los amigos de Hauser, un director, les propuso que intentaran en el mercado de música pop creando un vídeo de "Smooth Criminal". El vídeo, originalmente publicado el 20 de enero de 2011, muestra a Šulić y Hauser enfrentados solos en un gran salón blanco, tocando la melodía de Jackson. De hecho, antes que fueran compañeros, los dos violonchelistas a veces se consideraban rivales, compitiendo entre ellos en concursos musicales.

## Trayectoria musical

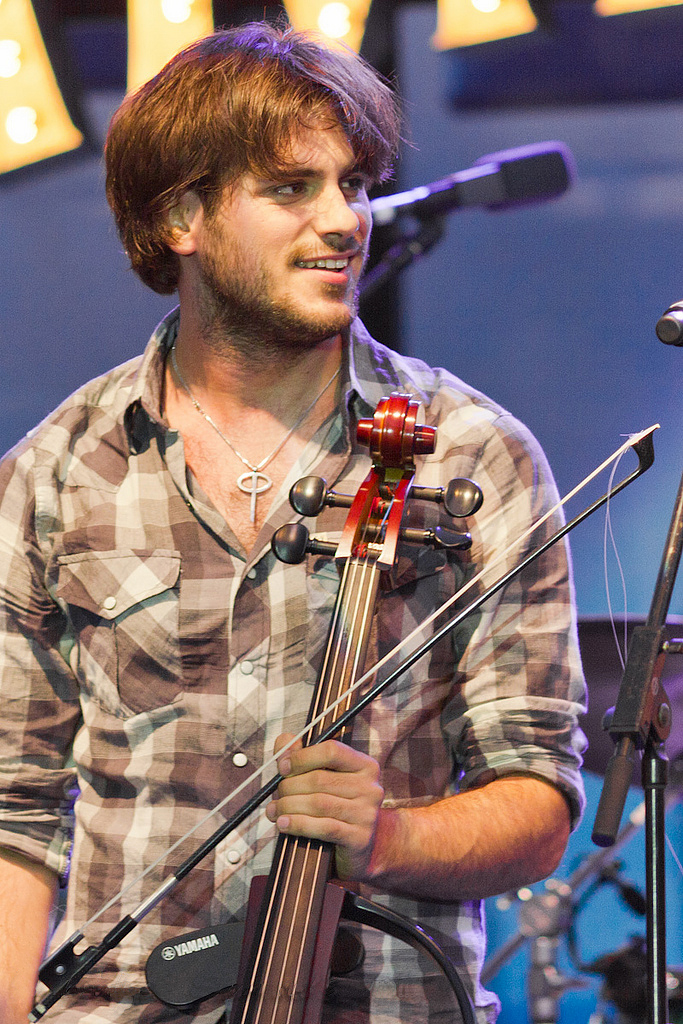
Stjepan Hauser.

2Cellos actualmente tiene un contrato con el sello Sony Masterworks y finalizaron la grabación de su primer álbum en mayo de 2011, que llevara el nombre de Menart Records en Croacia. Lanzado el 19 de julio de 2011, el álbum incluye versionados de canciones de U2, Guns N' Roses, Nine Inch Nails, Sting, Coldplay, Nirvana, Muse, y Kings of Leon. Hauser señaló a la Repubblica que el álbum también llevaría una versión de violonchelo de "Human Nature" de Michael Jackson. El dúo señaló que ellos eligieron canciones que pudieran ser adaptadas en versiones reproducibles con solo dos violonchelos. En anticipación al lanzamiento, 2Cellos lanzó su segundo sencillo "Welcome to the Jungle," una versión de la canción Welcome to the Jungle del mismo nombre de Guns N' Roses.

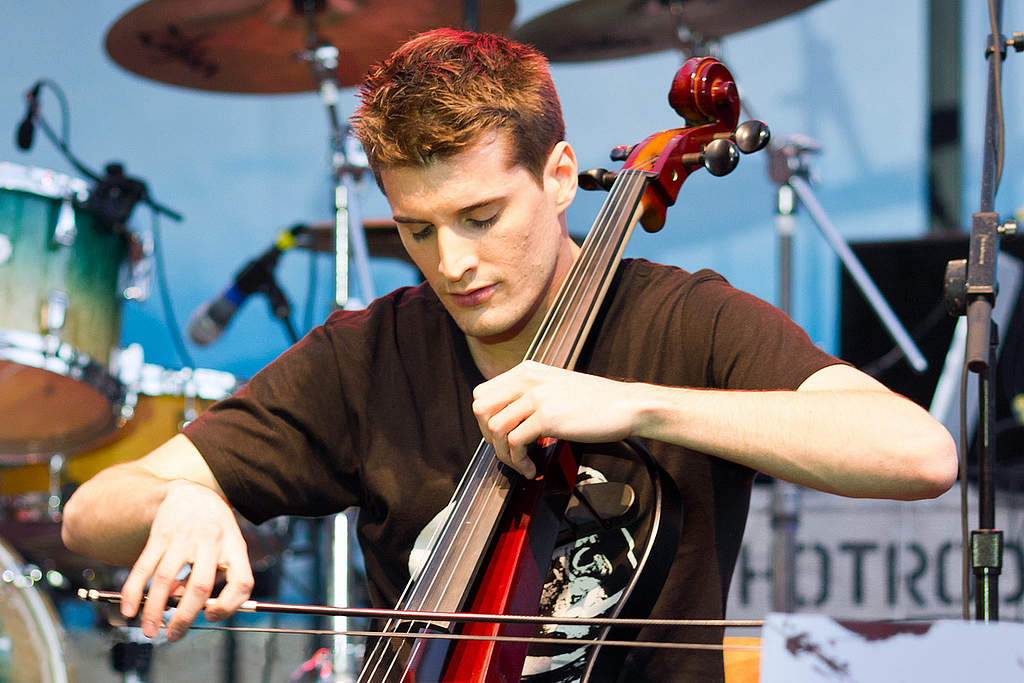
Luka Šulić.

Como resultado del éxito de 2Cellos, el cantante inglés Elton John se puso en contacto con el dúo para realizar juntos su gira de verano, que empezó en Cardiff el 8 de junio de 2011. John, quien llamó personalmente a Šulić, señaló que vio el vídeo de "Smooth Criminal" y quiso que 2Cellos participara en su gira por treinta ciudades. Los dos que antes se habían presentado en el episodio del 25 de abril de 2011 de The Ellen DeGeneres Show, como también en Perez TV de Perez Hilton días antes de eso. 2Cellos también se presentó el 25 de julio de 2011 en el iTunes Festival 2011 en Londres.
El dúo interpretó "Smooth Criminal" en la tercera temporada de la serie de televisión Glee. El episodio en el que ellos aparecen, llamado "Michael", salió al aire originalmente el 31 de enero de 2012 (en Hispanoamérica se estrenó el 16 de febrero de 2012). La escena donde tocan "Smooth Criminal" fue similar al video original de 2Cellos.
Aunque las dos versiones grabadas son principalmente canciones de rock, Šulić y Hauser dijeron que ellos igual participarían con orquestas y que no abandonarían la música clásica. Los violonchelistas dijeron que, algún día, les gustaría ir en una gira tanto con una orquesta clásica como una contemporánea.
Uno de sus propósitos es llevar la música clásica a los amantes del rock y el rock a los amantes de la música clásica.

## Discografía

### 2Cellos
2Cellos también es el título de su álbum de debut. Presenta doce temas y un tema extra adicional en iTunes. Es "Fields of gold" de Sting
| N.º | Título                                  | Escritor(es)                   | Duración |  |
| 1.  | «Where the Streets Have No Name»        | U2                             | 4:02     |  |
| 2.  | «Misirlou (Tema de Pulp Fiction)»       | Dick Dale                      | 2:13     |  |
| 3.  | «Use Somebody»                          | Kings of Leon                  | 3:27     |  |
| 4.  | «Smooth Criminal»                       | Michael Jackson                | 4:05     |  |
| 5.  | «Fragile»                               | Sting                          | 3:26     |  |
| 6.  | «Resistance»                            | Muse                           | 3:49     |  |
| 7.  | «Hurt»                                  | Trent Reznor (Nine Inch Nails) | 4:29     |  |
| 8.  | «Welcome to the Jungle»                 | Guns N' Roses                  | 3:08     |  |
| 9.  | «Human Nature»                          | Michael Jackson                | 2:47     |  |
| 10. | «Viva La Vida»                          | Coldplay                       | 3:41     |  |
| 11. | «Smells Like Teen Spirit»               | Nirvana                        | 2:50     |  |
| 12. | «With or Without You»                   | U2                             | 4:51     |  |
| 13. | «Fields of Gold» (Tema extra de iTunes) | Sting                          | 2:54     |  |

### In2ition
In2ition es el segundo trabajo del dúo, este presenta 13 temas y, al igual que el primero, una canción adicional en iTunes. Este extra es una versión de "Californication" de Red Hot Chili Peppers.
| N.º | Título                                        | Escritor(es)                                              | Duración |  |
| 1.  | «Oh Well» (feat. Elton John)                  | Peter Green                                               | 2:35     |  |
| 2.  | «We Found Love»                               | Calvin Harris                                             | 3:34     |  |
| 3.  | «Highway to Hell» (feat. Steve Vai)           | Angus Young y Malcolm Young                               | 3:31     |  |
| 4.  | «Every Breath You Take»                       | Sting                                                     | 3:51     |  |
| 5.  | «Supermassive Black Hole» (feat. Naya Rivera) | Matthew Bellamy                                           | 3:26     |  |
| 6.  | «Technical Dificulties»                       | Racer X                                                   | 2:46     |  |
| 7.  | «Clocks» (feat. Lang Lang)                    | Guy Berryman, Jonny Buckland, Will Champion, Chris Martin | 5:39     |  |
| 8.  | «Bang Bang» (feat. Sky Ferreira)              | Sonny Bono                                                | 2:47     |  |
| 9.  | «Voodoo People»                               | Liam Howlett                                              | 2:47     |  |
| 10. | «Candle in the Wind»                          | Elton John, Bernie Taupin                                 | 2:48     |  |
| 11. | «Orient Express»                              | 2cellos                                                   | 3:10     |  |
| 12. | «Il libro dell Amore» (feat. Zucchero)        | The Magnetics Fields                                      | 3:27     |  |
| 13. | «Benedictus» (arreglado por Karl Jekins)      | Karl Jekins                                               | 6:40     |  |
| 14. | «Californication» (Tema extra de iTunes)      | Red Hot Chili Peppers                                     | 3:48     |  |

También se editó una Japanese Collector´s Edition de este disco, una edición especial que contenía las mismas canciones (incluyendo la canción adicional de iTunes) y, además, venía con otras 7 canciones más: Every Breath You Take, esta vez con Steve Hunter, Smooth Criminal con Glee, Every Teardrop Is a Waterfall de Coldplay, Purple Haze de Jimi Hendrix, Good Ridance de Billie Joe Armstrong, The Book of Love de The Magnetic fields y Kagemusha.

### Live at Arena Zagreb (DVD)
Live at Arena Zagreb es el primer álbum en vivo del dúo, y el tercero en su orden. Se editó en DVD. Contiene el histórico recital de 2Cellos en Arena Zagreb, Croacia. Este show fue realizado para la gira del disco In2ition. También incluye 
| N.º | Título                           | Escritor(es) | Duración |  |
| 1.  | «Benedictus»                     |              |          |  |
| 2.  | «Élégie in C Minor, Op. 24»      |              |          |  |
| 3.  | «Gabriel's Oboe»                 |              |          |  |
| 4.  | «Oblivion»                       |              |          |  |
| 5.  | «Welcome to the Jungle»          |              |          |  |
| 6.  | «Purple Haze»                    |              |          |  |
| 7.  | «Resistance»                     |              |          |  |
| 8.  | «Californication»                |              |          |  |
| 9.  | «With Or Without You»            |              |          |  |
| 10. | «Where The Streets Have No Name» |              |          |  |
| 11. | «Viva La Vida»                   |              |          |  |
| 12. | «Human Nature»                   |              |          |  |
| 13. | «Smooth Criminal»                |              |          |  |
| 14. | «You Shook Me All Night Long»    |              |          |  |
| 15. | «Highway to Hell»                |              |          |  |
| 16. | «Back In Black»                  |              |          |  |
| 17. | «When I Come Around»             |              |          |  |
| 18. | «Smells Like Teen Spirit»        |              |          |  |
| 19. | «Fields of Gold»                 |              |          |  |
| 20. | «Hurt»                           |              |          |  |

### Celloverse

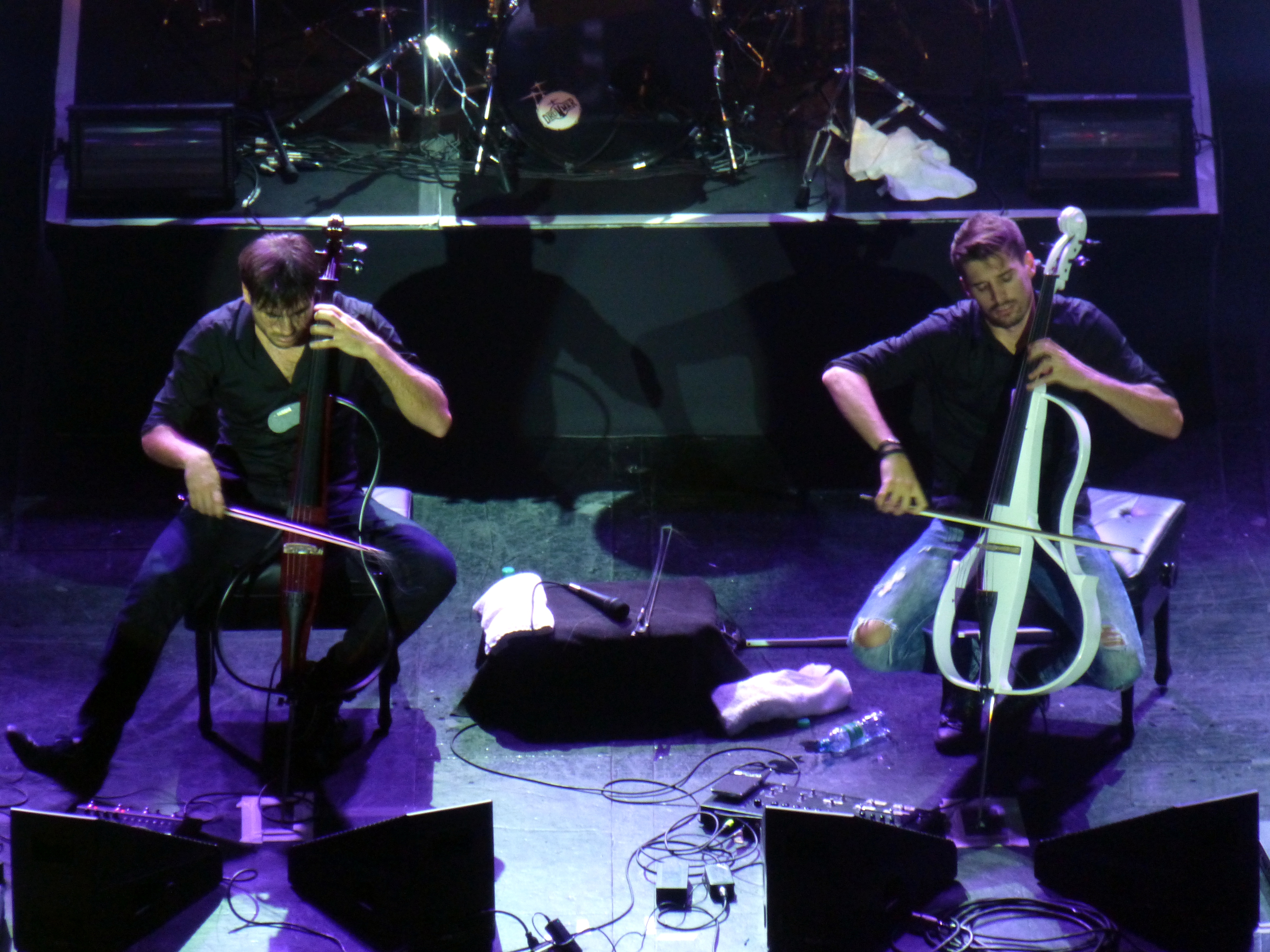
2Cellos en 2015, en Buenos Aires.

Publicado en el año 2015
| N.º | Título                              | Escritores/as           | Duración |
| --- | ----------------------------------- | ----------------------- | -------- |
| 1.  | «The Trooper(Overture)»             | Iron Maiden             | 4:33     |
| 2.  | «I will wait >>                     | Mumford & Sons          | 4:06     |
| 3.  | «Thunderstruck(Intro)»              | 2CELLOS                 | 0:32     |
| 4.  | «Thunderstruck»                     | AC/DC                   | 3:41     |
| 5.  | «Hysteria»                          | Muse                    | 2:51     |
| 6.  | «Shape of My Heart»                 | Sting                   | 4:34     |
| 7.  | «Mombasa»                           | Hans Zimmer (Inception) | 3:36     |
| 8.  | «Time»                              | Hans Zimmer (Inception) | 4:18     |
| 9.  | «Wake Me Up»                        | Avicii                  | 4:09     |
| 10. | «They Don't Care About Us»          | Michael Jackson         | 3:23     |
| 11. | «Live and Let Die»(feat. Lang Lang) | Paul McCartney          | 2:59     |
| 12. | «Street Spirit(Fade Out)»           | Radiohead               | 4:40     |
| 13. | «Celloverse»                        | 2CELLOS                 | 4:21     |

### Let there be cello
Let there be cello es una colección de 14 pistas entre las que se encuentran versiones del Hallelujah, Imagine, Whole lotta love, y Despacito, editado en el año 2018.
Con avances como Perfect, Eye of the tiger, Seven nation army, y Vivaldi storm.
"Siempre hemos dicho que queremos vencer las ideas preconcebidas que tiene la gente acerca del chelo y las fronteras de los géneros musicales. Este álbum es una demostración de ello. Nos inspiramos en todo tipo de música, desde hits del pop hasta música clásica siempre vigente, en el rock clásico o la música de películas que tanto nos gusta. Este álbum lo tiene todo, hasta dos piezas originales de 2Cellos. ¡No hay reglas, y que no falte un chelo!".
Coproducido por el propio dúo croata, Luka Šulić y Stjepan Hauser, junto a Filip Vidovic.

## Acogida
Chad Grischow, crítico de IGN Music, calificó a la versión del dúo del tema de Nirvana "Smells Like Teen Spirit" como "asombrosa" y a la de la canción "Where the Streets Have No Name" de U2 como "algo totalmente mágico". Sin embargo, el crítico estuvo poco sorprendido con "Resistance", de Muse, y escribió que "Viva La Vida es una elección muy obvia" para el álbum.